# Bob Steele
Robert Wesley "Bob" Steele (ur. 29 marca 1894 w Cassburn; zm. 27 stycznia 1962 w Ocala) – kanadyjski baseballista, który występował na pozycji miotacza przez cztery sezony w Major League Baseball.